# 인터넷 신조어 목록
다음은 세계 여러나라의 네티즌들이 자주 사용하는 인터넷 신조어 목록이다.

## 한국어 인터넷 신조어
- 지지(GG) 또는 ㅈㅈ- 「감탄사」‘Good Game’또는 ‘Give up Game’의 약자. 스타크래프트에서 항복하고자 할 때 대화 창에 치는 명령어에서 유래하였다. 어떠한 일을 실패하여 낭패를 보았을 때 사용되기도 한다.
- ㅋㅋ- ‘키키’또는 ‘크크’로 발음하며 웃는 소리를 나타낸다. 바람의나라 등 온라인게임에서 웃음을 자음만 입력하기 시작한 것이 유래이다.
- ㅎㅎ- ㅎ또는 ㅎㅎ은 예를 들어 "좋은 일 되세요ㅎㅎ" 같이 쓰이는데 ㅎㅎ는 다양한 표현으로 해석된다. 히히, 호호, 하하 등과 같이 해석된다.
- ㅇㅈ- 주로 인터넷 SNS에서 주로 볼 수 있으며, "인정"이라는 뜻의 신조어이다.
- 초딩- 초등학생을 비하하는 말이기도 하지만 비슷한 뜻의 중딩과 고딩도 있다. 잼민이라는 뜻과 같다고 보면 된다.
- 잼민이- 초등학생을 비하하는 말이다.
- -충- 여러 단어 뒤에 붙어 쓰며, 주로 경멸의 의미로 쓰인다. 예를 들면 급식충 등이 있다.
- 무야호-과거 2020년에 유행했던 밈이다. '무한도전'에서 방송했을 때 사용한 표현으로, 신날때 쓰던 표현이다. '그만큼 신나시다는 거지'도 세트로 쓰인다.
- 어? 예쁘다-최준이 유행시킨 유행어로 은근히 많이 보인다.
- 어쩔티비- '어쩌라고 티비나 봐'의 합성어이다. 어쩔 뒤에 가전제품 또는 생활용품을 붙이기도한다.
- 크쿠루삥뽕, ㅋㅋㄹㅃㅃ-초등학생들이 많이 쓰는 유행어로 비꼬는듯한 표현. 초성으로도 많이 보인다.
- 어느새부터 힙합은 안멋져- 곡 '불협화음'의 악동뮤지션 이찬혁의 파트다. 유튜브 등의 사이트에서도 합성물로도 많이 보인다.
- 알잘딱깔센- 유튜버 '우왁굳'이 사용하는 말로, '알아서 잘 딱 깔끔하고 센스있게'라는 줄임말이다.
- 어라랍스타- 유튜버 '우정잉'이 사용하는 말로, 어라라의 변형. 어라? 혹은 어라라? 뒤에 랍스타를 붙여서 어라랍스타??로 사용된다.

## 영어권의 인터넷 신조어
- XD - 웃는 얼굴을 옆으로 뉘인것. 기쁠때 사용한다. 비슷한 예로 :)이나 :D 등이 있다.

- lol - laughing out loud의 줄임말로 대게 ㅋㅋ(웃음)와 비슷한 의미로 쓰인다.
- LMAO - Laughing my ass off!의 줄임말로 lol 보다 더 큰 웃음을 뜻한다.
- thx - thanks의 줄임말로 대게 ㄱㅅ(감사)와 비슷한 의미로 쓰인다.
- sry - sorry의 줄임말로 대게 ㅈㅅ(죄송)과 비슷한 의미로 쓰인다.
- plz-please의 줄임말로 제발이라는 뜻이 있다.
- idk - I don't know의 줄임말로 "대답하기 싫다"는 뜻을 약간 비꼬아 "몰라요" 라고 말하기도 한다.
- $o$ - 돈이 부족하다 라는 뜻으로 $가 돈을 의미하고 부족하다, 즉 위험하다를 SOS에 빗대어 표현한 말이다.
- nvm - never mind의 줄임말로 상관없어와 비슷한 의미로 쓰인다.
- ty - thank you의 줄임말이지만, thx로 많이 사용하는 것을 느낄 수 있다.
- ez - easy의 줄임말로, 상대방을 이겼을 때 도발식으로 하는 게임도 있다.
- yolo - your own life only once를 줄인 것으로 한국어로 굳이 번역 해보자면 인생은 한방이라는 뜻이다.
- fr - for real의 줄임말로, 공감하는 의미인 '그니까', '그러니까' 와 비슷하다. frrrrrr와 같이 r을 여러번 쓸 때도 많다.

## 일본의 인터넷 신조어
- www - 2ch 용어로 일본어로 웃음(일어:笑う 로마자:warau)의 앞글자를 연속으로 쓰는 것이다. 대한민국의 인터넷 신조어의 ㅋㅋ와 비슷하다.
- 니다(NIDA) - 일본에서 한국인들 말투를 조롱하는 말. 일본어 끝에 nida를 붙인다. 한국에서 -스무니다 하는 것과 비슷하다.